# Isasani
Isasani es una ciudad censal situada en el distrito de Nagpur en el estado de Maharashtra (India). Su población es de 4366 habitantes (2011). Se encuentra a 12 km de Nagpur.

## Demografía
Según el censo de 2011 la población de Isasani era de 4366 habitantes, de los cuales 2257 eran hombres y 2109 eran mujeres. Isasani tiene una tasa media de alfabetización del 87,05%, superior a la media estatal del 82,34%: la alfabetización masculina es del 91,37%, y la alfabetización femenina del 82,42%.